# پرچم صحرای غربی
پرچم صحرای غربی یا پرچم جمهوری دموکراتیک عربی صحرا، در ۲۷ فوریه ۱۹۷۶ پذیرفته شد.